# Khetana decapitata
Khetana decapitata is een keversoort uit de familie Belidae. De wetenschappelijke naam van de soort is voor het eerst geldig gepubliceerd in 1993 door Zherikhin.